# 7. август
7. август (7.08.) је 219. дан у години по грегоријанском календару (220. у преступној години). До краја године има још 146 дана.

## Догађаји
- 1830 — Француска скупштина изабрала је Луја Филипа за краља Француске, након што је Шарл X био присиљен да абдицира у Јулској револуцији. Нови краљ је постао познат као „краљ грађанин“.
- 1858 — Краљица Викторија је за престоницу британског доминиона Канаде одабрала Отаву.
- 1912 — Русија и Јапан су потписали споразум о подели интересних сфера у Монголији и Манџурији.
- 1942 — Искрцавањем америчких поморско-десантних снага на острво Гвадалканал почела је битка за Гвадалканал на Пацифику у Другом светском рату.
- 1947 — Експедиција норвешког етнолога Тора Хејердала на сплаву „Кон Тики“ стигла је, након 101 дана пловидбе од Перуа, на архипелаг Туамоту у Полинезији.
- 1959 — Амерички сателит Експлорер 6 лансиран је из Кејп Канаварела. То је био први сателит који је послао фотографије Земље из свемира.
- 1960 — Кубански премијер Фидел Кастро објавио је одлуку о национализацији свих америчких компанија на Куби.
- 1990 — Афрички национални конгрес Нелсона Манделе одустао је, после 29 година, од оружане борбе против власти беле мањине у Јужној Африци, а заузврат је влада те земље прихватила разговоре о окончању система апартхејда.
- 1995 —
  - Најмање 20 људи погинуло је у експолозији бомбе коју је у згради владе у Коломбу, у Шри Ланки, активирао један тамилски побуњеник, бомбаш-самоубица.
  - Отворен је Варшавски метро
- 1996 — У Атини су се састали председници Србије и Хрватске Слободан Милошевић и Фрањо Туђман и постигли договор о нормализацији односа између СР Југославије и Хрватске. Споразум је озваничен 23. августа 1996.
- 1997 —
  - Камбоџански министар иностраних послова Унг Хуот је формално преузео дужност првог премијера, заменивши збаченог принца Нородома Ранарита.
  - Илегална организација косовских Албанаца Ослободилачка војска Косова преузела је одговорност за низ оружаних напада на полицијске станице на Косову и Метохији и позвала је Албанце у покрајини да подрже оружану побуну против српске власти.
- 1998 — У експлозији два аутомобила-бомбе у америчким амбасадама у Кенији и Танзанији погинуло је најмање 215 људи у Најробију и 11 у Дар ес Саламу, а рањено је више од 5.000 људи. Одговорност је преузела до тада непозната група Исламска армија за ослобођење светих места.
- 1999 — Исламске међународне бригаде стациониране у Чеченији су напале суседну руску републику Дагестан.
- 1999 — У Брчком, у Босни и Херцеговини, одржан је „Рок маратон '99“ на којем су се први пут од распада бивше СФРЈ и тиме узрокованог рата, окупиле рок групе из бивших југословенских република. Концерт је најављен као „скуп високог ризика“, али инцидената није било.
- 2000 —
  - Група америчких и швајцарских научника саопштила је откриће девет нових планета које се крећу у орбити изван нашег сунчевог система, што је од значаја за напоре научника да открију живот на неком другом месту у свемиру.
  - На Корзици убијен је из заседе оснивач главне герилске групе на том острву Жан-Мишел Роси и његов сарадник Жан-Клод Фратачи.
- 2001 — Филипинска влада и муслиманска сепаратистичка група, Исламски ослободилачки фронт Моро, потписали су примирје, што је корак напред у правцу окончања борби које трају декадама у јужним Филипинима.
- 2008 — Грузија је покренула офанзиву на сепаратистичку област Јужну Осетију, започевши шестодневни Руско-грузијски рат.
- 2008 — Наступом олимпијске фудбалске репрезентације у мечу са Аустралијом (резултат 1:1) започело учешће Србије на XXIX Олимпијским играма у Пекингу, прво самостално учешће Србије још од VI Олимпијских игара у Стокхолму 1912. године.

## Рођења
- 1859 — Илија Станојевић, српски глумац, комичар, сценариста и редитељ. (прем. 1930)
- 1876 — Мата Хари, холандска егзотична играчица и куртизана. (прем. 1917)
- 1884 — Били Берк, америчка глумица. (прем. 1970)
- 1902 — Ен Хардинг, америчка глумица. (прем. 1981)
- 1920 — Сергије Лукач, српски новинар и универзитетски професор. (прем. 2004)
- 1927 — Мирослав Беловић, српски редитељ и сценариста. (прем. 2005)
- 1932 — Абебе Бикила, етиопски атлетичар. (прем. 1973)
- 1932 — Ђорђе Николић, југословенски и српски сниматељ. (прем. 2018)
- 1934 — Марија Кон, хрватска глумица. (прем. 2018)
- 1938 — Зора Дубљевић, босанскохерцеговачка певачица.
- 1941 — Владислав Лучић, српски кошаркаш и кошаркашки тренер.
- 1942 — Тобин Бел, амерички глумац.
- 1942 — Зигфрид Хелд, немачки фудбалер и фудбалски тренер.
- 1946 — Џон К. Мадер, амерички астрофизичар, добитник Нобелове награде за физику (2006).
- 1947 — Кери Рид, аустралијска тенисерка.
- 1948 — Драган Капичић, српски кошаркаш и кошаркашки функционер. (прем. 2024)
- 1948 — Цвијета Месић, српска глумица.
- 1954 — Рајко Дујмић, хрватски музичар, најпознатији као вођа групе Нови фосили. (прем. 2020)
- 1955 — Вејн Најт, амерички глумац и комичар.
- 1957 — Сабит Хаџић, босанскохерцеговачки кошаркаш и кошаркашки тренер. (прем. 2018)
- 1958 — Брус Дикинсон, енглески музичар, најпознатији као певач групе Iron Maiden.
- 1958 — Златко Крмпотић, српски фудбалер и фудбалски тренер.
- 1960 — Дејвид Дуковни, амерички глумац, сценариста, продуцент, редитељ, писац и музичар.
- 1962 — Жељко Перван, хрватски глумац.
- 1966 — Џими Вејлс, оснивач Википедије.
- 1971 — Грегор Фучка, италијанско-словеначки кошаркаш и кошаркашки тренер.
- 1974 — Мајкл Шенон, амерички глумац и музичар.
- 1975 — Шарлиз Тeрон, јужноафричко-америчка глумица и продуценткиња.[1][2]
- 1976 — Срђан Тимаров, српски глумац.
- 1979 — Ненад Ђорђевић, српски фудбалер.
- 1982 — Аби Корниш, аустралијска глумица.
- 1982 — Василис Спанулис, грчки кошаркаш.
- 1983 — Брит Марлинг, америчка глумица, сценаристкиња и продуценткиња.
- 1983 — Гојко Пијетловић, српски ватерполиста.
- 1984 — Стратос Перпероглу, грчки кошаркаш.
- 1986 — Алтаир Харабо, мексичка глумица.
- 1988 — Петар Грбић, црногорски фудбалер.
- 1988 — Адријен Моерман, француски кошаркаш.
- 1988 — Аника Олбрајт, америчка порнографска глумица.
- 1989 — Демар Дерозан, амерички кошаркаш.
- 1993 — Велимир Стјепановић, српски пливач.
- 1996 — Дани Себаљос, шпански фудбалер.
- 1999 — Дејан Јовељић, српски фудбалер.

## Смрти
- 1834 — Жозеф Мари Жакар, француски проналазач. (рођ. 1752)
- 1921 — Александар Блок, руски песник, најзначајнији представник руског симболизма. (рођ. 1880)
- 1938 — Константин Станиславски, руски позоришни глумац, театролог и редитељ. (рођ. 1863)
- 1941 — Рабиндранат Тагор, индијски песник, писац, драматург, композитор, визуелни уметник и филозоф, добитник Нобелове награде за књижевност (1913). (рођ. 1861)
- 1957 — Оливер Харди, амерички глумац. (рођ. 1892)
- 1974 — Вирџинија Апгар, америчка акушерска анестезиолошкиња и иноваторка, изумитељка Апгар теста за новорођенчад. (рођ. 1909)
- 1989 — Мира Траиловић, српска редитељка и драматуршкиња, суоснивачица и дугогодишња управница Атељеа 212. (рођ. 1924)
- 1993 — Татомир Анђелић, српски математичар и стручњак за механику. (рођ. 1903)
- 2003 — Рајко Жижић, српски кошаркаш и кошаркашки тренер. (рођ. 1955)
- 2009 — Данко Поповић, српски књижевник. (рођ. 1928)
- 2020 — Мајкл Оџо, нигеријско-амерички кошаркаш. (рођ. 1993)

## Празници и дани сећања
- 1895 — Отворена је прва међународна изложба модерне уметности у Венецији, која се отада одржава сваке друге године.
- 1960 — Обала Слоноваче је прогласила независност од Француске.
- 1964 — Проглашена је Народна Република Конго.
- Српска православна црква данас прославља:
  - Успеније свете Ане